# Hambleton (Rutland)
Hambleton è un villaggio e parrocchia civile dell'Inghilterra, appartenente alla contea del Rutland.